# Takliwa carteri
Takliwa carteri är en insektsart som beskrevs av William D. Funkhouser 1935. Takliwa carteri ingår i släktet Takliwa och familjen hornstritar. Inga underarter finns listade i Catalogue of Life.